# 9 Vulpeculae
9 Vulpeculae, som är stjärnans Flamsteed-beteckning, är en dubbelstjärna belägen i den södra delen av stjärnbilden, Räven. Den har en högsta skenbar magnitud på ca 5,00 och är svagt synlig för blotta ögat där ljusföroreningar ej förekommer. Baserat på parallax enligt Gaia Data Release 2 på ca 5,9 mas, beräknas den befinna sig på ett avstånd på ca 560 ljusår (ca 171 parsek) från solen. Den rör sig bort från solen med en heliocentrisk radialhastighet av ca 5 km/s.

## Egenskaper
Primärstjärnan 9 Vulpeculae A är en vit till blå jättestjärna av spektralklass B8 IIIn, där 'n'-notationen anger "diffusa" spektrallinjer på grund av snabb rotation med en projicerad rotationshastighet på 185 km/s. Den har en radie som är ca 4 solradier och utsänder ca 431 gånger mera energi än solen från dess fotosfär vid en effektiv temperatur på ca 10 900 K.
9 Vulpeculae är en misstänkt variabel som varierar mellan visuell magnitud +4,99 och 5,08 med en periodicitet som inte är fastställd.
9 Vulpeculae har två rapporterade avlägsna följeslagare, 9 Vulpeculae B, med en separation på 9,3 bågsekunder och magnitud 13,4, och 9 Vulpeculae C, med en separation på 108 bågsekunder och en magnitud av 12,5.